# Glover Trophy

Le Glover Trophy (appelé Richmond Trophy jusqu'en 1952) est une course de Formule 1 qui s'est tenue de 1949 à 1965 sur le circuit de Goodwood en Angleterre. L'épreuve faisait partie des Grands Prix, bien que disputés, non pris en compte pour le championnat du monde de Formule 1.
Stirling Moss se blesse gravement lors de l'édition 1962, ce qui met un terme à sa carrière de pilote de Formule 1.

## Palmarès
| Année | Vainqueur             | Voiture               | Résultats |
| ----- | --------------------- | --------------------- | --------- |
| 1949  | Reg Parnell           | Maserati 4CLT/48      | Résultats |
| 1950  | Reg Parnell           | Maserati 4CLT/48      | Résultats |
| 1951  | Prince Bira           | Maserati 4CLT/48-OSCA | Résultats |
| 1952  | José Froilán González | Ferrari 375           | Résultats |
| 1953  | Ken Wharton           | BRM P15               | Résultats |
| 1954  | Reg Parnell           | Ferrari 500           | Résultats |
| 1955  | Roy Salvadori         | Maserati 250F         | Résultats |
| 1956  | Stirling Moss         | Maserati 250F         | Résultats |
| 1957  | Stuart Lewis-Evans    | Connaught B-Alta      | Résultats |
| 1958  | Mike Hawthorn         | Ferrari 246           | Résultats |
| 1959  | Stirling Moss         | Cooper T51-Climax     | Résultats |
| 1960  | Innes Ireland         | Lotus 18-Climax       | Résultats |
| 1961  | John Surtees          | Cooper T53-Climax     | Résultats |
| 1962  | Graham Hill           | BRM P57               | Résultats |
| 1963  | Innes Ireland         | Lotus 24-BRM          | Résultats |
| 1964  | Jim Clark             | Lotus 25-Climax       | Résultats |
| 1965  | Jim Clark             | Lotus 25-Climax       | Résultats |